# Paul Magnaud
Jean Marie Bernard Paul Magnaud, né le 20 mai 1848 à Bergerac (Dordogne) et mort le 27 juillet 1926 à Saint-Yrieix-la-Perche (Haute-Vienne), est un magistrat et homme politique français.

## Biographie
D'abord inscrit au barreau de Paris, il entre dans la magistrature en 1880. Il fut substitut à Doullens, juge d'instruction à Montdidier, puis Senlis et Amiens, et président du tribunal civil de Château-Thierry entre le  5 juillet 1887 et le 19 juillet 1906, date à laquelle il est élu député radical-socialiste de la Seine. Il ne se représente pas en 1910 et devient juge au tribunal de la Seine, puis conseiller à la cour d'appel de Paris.
Mort sans enfant, il était marié à la féministe Marie-Thérèse Beneix, filleule de George Sand.

### Affaire Louise Ménard

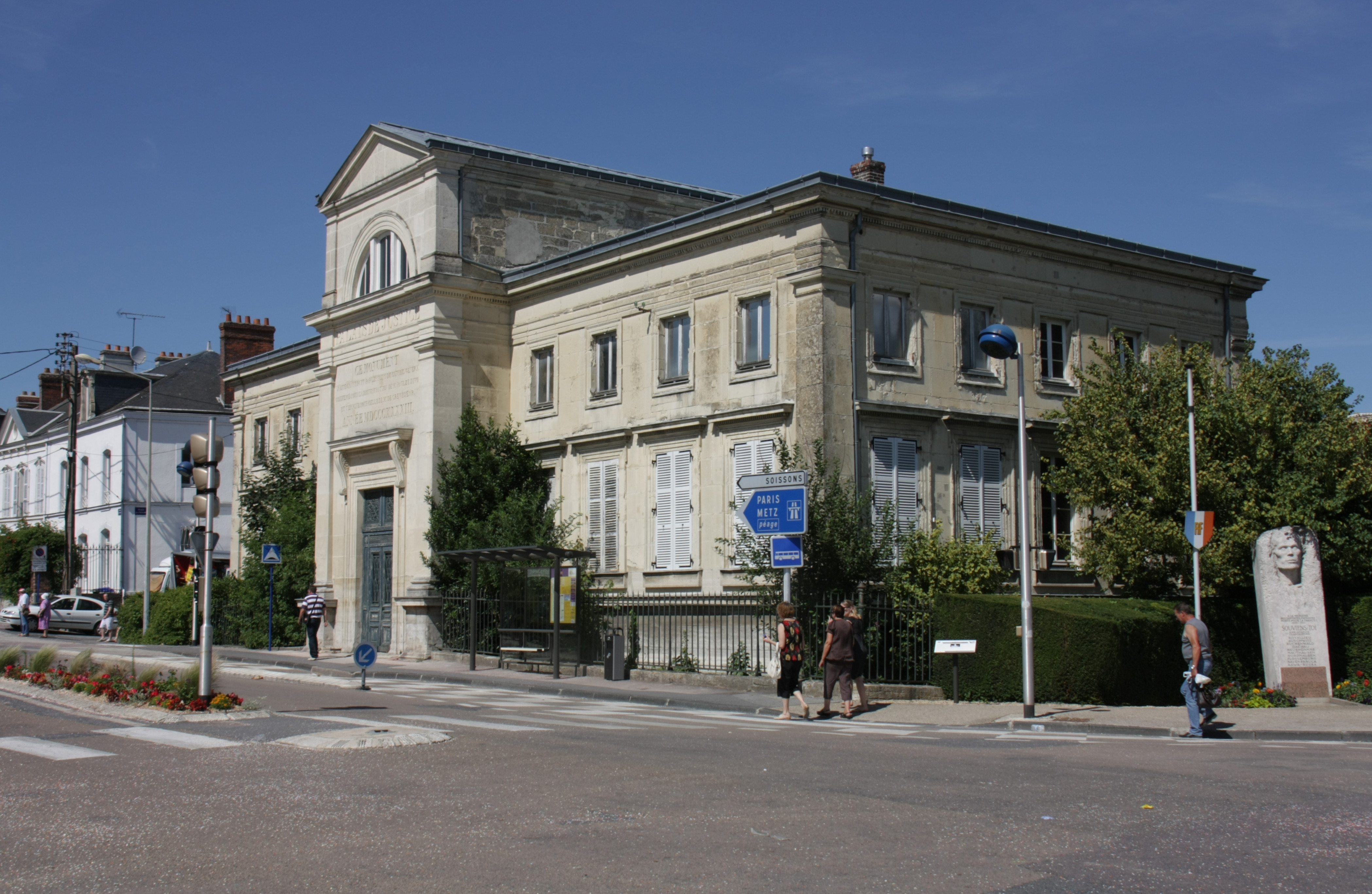
Palais de justice de Château-Thierry.

Le 4 mars 1898, le juge Magnaud relaxe Louise Ménard, une jeune fille-mère qui avait dérobé du pain chez un boulanger de Charly-sur-Marne parce qu'elle n'avait rien mangé depuis 36 heures. Le juge fonde sa décision sur l'état d'absolue nécessité de la prévenue, en interprétation des dispositions de l'article 64 du code pénal. Il rembourse lui-même le coût du vol au dit boulanger. Si la cour d’appel d'Amiens confirme la relaxe le 22 avril 1898, elle censure la motivation. En effet, l’état de nécessité n’est pas fondé en droit, mais elle reconnait à la prévenue une absence d'intention frauduleuse,.
Cette affaire fait la une de la presse parisienne à l'époque et lui vaut le surnom de « bon juge », attribué par Georges Clemenceau, et qui sera ensuite inscrit sur sa pierre tombale.
En 1994, le code pénal reconnaît officiellement l'« état de nécessité ».

### Autres avancées

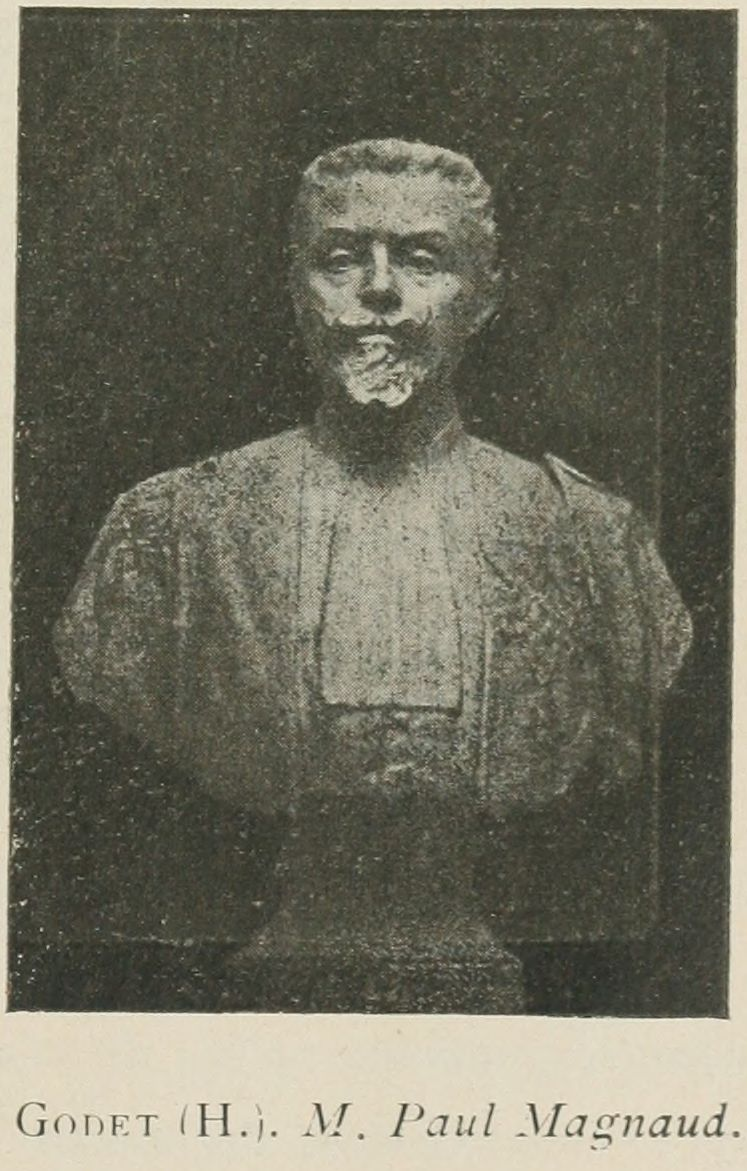
Buste de Paul Magnaud, 1903. Henri Godet, sculpteur.

Dans l'affaire Eulalie Michaud, il défend cette fille-mère en fustigeant « cette lacune de notre organisation sociale, laissant à une fille-mère toute la charge de l’enfant qu’elle a conçu, alors que celui qui, sans aucun doute, le lui a fait concevoir, peut se dégager allègrement de toute responsabilité matérielle ».
Plusieurs autres affaires sont explicitées, analysées et mises en perspective, dans une synthèse de Jean Touzet, procureur général honoraire près la cour d'appel de Reims.
Paul Magnaud se justifiera en expliquant que « le juge n'est pas fait pour appliquer la loi d'une façon mécanique, comme un écolier copiant des pages d'écriture ».

## Distinctions
Décorations françaises
- Chevalier de la Légion d'honneur (décret du 12 juillet 1897)[7]
- Officier de la Légion d'honneur (décret du 14 juillet 1905)
- Commandeur de la Légion d'honneur (décret du 1er septembre 1923)[8]. Parrain : l'architecte, critique d'art et homme de lettres Frantz Jourdain
- Officier de l'ordre des Palmes académiques, à l'époque « Officier de l'Instruction publique »[9]
- Chevalier de l'ordre du Mérite agricole (décret du 29 juillet 1905)[10].

Décorations étrangères
- Commandeur du Nichan Iftikhar (Tunisie)
- Officier de l'ordre de la Couronne (Roumanie)
- Chevalier de l'ordre de Sainte-Anne (Russie).

## Paul Magnaud et la postérité
en littérature
- 1900 : Jean Marteau - II - La Loi est morte mais le juge est vivant, récit profitable d'Anatole France dans lequel on fait l'apologie du discernement du juge Magnaud.

au théâtre
- 1901 : Le Bon Juge, comédie en 3 actes d'Alexandre Bisson, au théâtre du Vaudeville (5 janvier), avec Félix Huguenet dans le rôle-titre.

au cinéma
- 1909 : Le Bon Juge, court-métrage (150 mètres) de Léonce Perret, également interprète du rôle-titre.
- 1913 : Le Bon Juge, court-métrage (720 mètres) de Georges Monca, d'après la pièce d'Alexandre Bisson (1901), avec Charles Prince dans le rôle-titre.

dans les arts
- 1901 : Portrait du président Magnaud, huile sur toile par le peintre Maxime Dastugue, exposé au Salon des artistes français de Paris en mai 1901 (n° 573 du catalogue de l'exposition)[12],[13]. Localisation actuelle inconnue.
- 1902 : Portrait de Paul Magnaud, président du tribunal de Château-Thierry, buste en plâtre par le sculpteur Henri Godet, exposé au Salon des artistes français de Paris en mai 1902 (n° 2515 du catalogue de l'exposition)[14]. Localisation actuelle inconnue.
- 1903 : Paul Magnaud, buste en marbre[15] par le sculpteur Henri Godet, exposé au Salon des artistes français de Paris en mai 1903 (n° 2805 du catalogue de l'exposition) et offert par souscription au magistrat en octobre 1903[16],[17]. Localisation actuelle inconnue[18].
- 1946 : Le président Magnaud, médaille en bronze par le graveur Albert Herbemont[19] exposée au Salon d'hiver de Paris en décembre 1946 (n° 137 du catalogue de l'exposition[20]). Localisation actuelle inconnue.